# Hindric Sommar
Hindric Sebastian Sommar (Henrik Sommer), född 1702, död 5 oktober 1790 i Alingsås, var en svensk postmästare och målare.
Han var gift med Gertrud Christina Lund. Sommar ägnade sig vid sidan av sin tjänst som postmästare i unga år åt konsten. När han 1747 besökte Stockholm skrev Stockholms Weckoblad en liten artikel om Contrefeyaren från Alingsås. Ett porträtt han målade av Christopher Polhem ingick i de Hammerska konstsamlingarna. Bland hans offentliga arbeten märks en altartavla föreställande Kristus på korset i Grimetons kyrka. Han var sannolikt identisk med den konterfejare som underhandlade i konkurrens med Ditlof Ross om utsmyckningen av Borås stadskyrka. Han är även nämnd som upphovsman till målningen Korsnedtagningen i Åsbräcka kyrka. En trompe l'œil-artad illusionistisk målning av en på en vägg uppsatta brev ingår i Nationalmuseums samling.